# Лебединский, Иосиф Иванович
Иосиф Иванович Лебединский (25 октября 1895,  Калмыцкая Балка, Астраханская губерния, Российская империя — 1970, Ленинград, СССР) — советский военачальник, полковник (1940), полный Георгиевский кавалер.

## Биография
Родился 11 ноября (25 октября) 1895 года в крестьянской семье в селе Калмыцкая Балка, ныне несуществующее село (оказалось в зоне затопления в результате строительства Сталинградской ГЭС), находившееся в границах нынешнего Луговопролейского сельского поселения, Быковского района, Волгоградской области, Россия. Русский.
До призыва в армию Иосиф Иванович работал на французском чугунолитейном заводе в городе Царицын.

### Военная служба

#### Первая мировая война
В мае 1915 года был мобилизован на военную службу и зачислен в 1-й запасной драгунский полк в городе Сызрань. В августе убыл в действующую армию и воевал на Юго-Западном и Южном фронтах рядовым, младшим и старшим унтер-офицером в составе отдельного кавалерийского эскадрона 50-й пехотной дивизии 18-го армейского корпуса 11-й армии. За боевые отличия Лебединский был награждён Георгиевскими крестами 1-й, 2-й, 3-й и 4-й степеней, а также  четырьмя Георгиевскими медалями. 14 февраля 1917 года убыл с фронта в двухнедельный отпуск и в часть не вернулся. С марта служил старшим унтер-офицером в 155-м запасном пехотном полку в городе Царицын, а с июня — в 4-м пулеметном полку в Саратове. Там же избирался членом полкового комитета.

#### Революция и Гражданская война
В период Октябрьской революции в составе красногвардейского отряда принимал участие в разоружении юнкеров и офицеров, затем командиром пулеметного отряда в составе 1-й Восточной армии — в подавлении антисоветского восстания Астраханского казачества. В Гражданскую войну в январе 1918 года Лебединский был переведен в город Царицын командиром взвода отряда ОСНАЗ при штабе 10-й армии, а с декабря командовал взводом в конном отряде 4-й кавалерийской дивизии. С мая 1919 года был начальником пулеметной команды в 19-м и 23-м кавалерийских полках этой дивизии. В ее составе воевал против войск генерала А. И. Деникина под Царицыном и в Донской области. В ноябре со взводом переведен в 33-й батальон при ЧК, а в декабре 1920 года убыл с ним в 8-й отдельный эскадрон при ЧК городе Екатеринбург. Член РКП(б) с 1920 года.

#### Межвоенный период
С сентября 1921 года по сентябрь 1922 года учился на 20-х Екатеринбургских кавалерийских курсах, затем служил командиром взвода и врид командира эскадрона в 44-м кавалерийском полку 3-й кавалерийской бригады в городе Сызрань. В мае — июне 1923 года проходил переподготовку на повторных кавалерийских курсах комсостава в Петрограде, затем вернулся в полк на прежнюю должность. Осенью 1923 года бригада была переведена в СКВО (г. Георгиевск). Весной 1924 года в ее составе командиром эскадрона принимал участие в подавлении банды Комарова под Моздоком. В том же году она была переформирована в 11-ю кавалерийскую дивизию, а  Лебединский назначен командиром эскадрона 68-го кавалерийского полка. В декабре был командирован на КУКС при Ленинградской кавалерийской школе. После возвращения в дивизию с августа 1925 года командовал пулеметным эскадроном в 89-м территориальном кавалерийском полку, а с июня 1927 года был начальником полковой школы 68-го кавалерийского полка. В июне 1929 года переведен на должность начальника полковой школы в 69-й кавалерийский полк 12-й кавалерийской дивизии.
С ноября 1930 года по май 1931 года находился на кавалерийских КУКС РККА в городе Новочеркасск. В сентябре 1931 года назначен в 5-ю Ставропольскую кавалерийскую дивизию им. М. Ф. Блинова помощником командира по хозяйственной части 27-го Быкадоровского кавалерийского полка. В апреле 1932 года полк убыл в Забайкальскую группу войск ОКДВА, где переформирован во 2-й отдельный кавалерийский дивизион ОСНАЗ (г. Троицкосавск, ст. Дивизионная). Здесь  Лебединский получил тяжелое ранение, после возвращения из госпиталя 25 марта 1933 года назначен на ту же должность в Бурят-Монгольский кавалерийский полк. С апреля 1937 года командовал разведбатальоном в 93-й стрелковой дивизии ЗабВО, с мая 1938 года одновременно исполнял обязанности председателя комиссии 6-го отдела штаба округа по переаттестации начсостава запаса. В октябре назначен помощником командира по строевой части 133-го кавалерийского полка 22-й кавалерийской дивизии. В ноябре 1940 года полковник  Лебединский по состоянию здоровья был переведен командиром батальона курсантов в Ленинградское военно-ветеринарное училище.

#### Великая Отечественная война
9 июля 1941 года назначен командиром 98-го кавалерийского полка ЛВО. После его расформирования в том же месяце принял командование 2-м стрелковым полком 1-й Ленинградской стрелковой дивизии народного ополчения (Кировского района), с которой убыл в состав Лужской оперативной группы войск для прикрытия юго-западных подступов к Ленинграду. В бою под городом Пушкин 15 сентября был тяжело ранен и госпитализирован. После выздоровления в октябре назначен командиром 947-го стрелкового полка 268-й стрелковой дивизии, которая в составе 55-й армии Ленинградского фронта вела бои под Колпино. 
С 15 февраля 1942 года допущен к исполнению должности заместителя командира 85-й стрелковой дивизии, а 20 мая назначен ее командиром. В составе 42-й армии участвовал в наступательных и оборонительных боях в районе города Урицк, Старо-Паново и Пулково Ленинградской области. 23 июня  Лебединский получил тяжелое ранение и был эвакуирован в госпиталь. После выздоровления 18 сентября назначен командиром отдельной стрелковой бригады внутренней обороны Ленинграда, переименованной позже в 162-ю морскую стрелковую. В мае 1943 года передал ее в состав 142-й стрелковой дивизии, а сам был зачислен в распоряжение штаба Ленинградского фронта. Через месяц направлен на учебу в Высшую военную академию им. К. Е. Ворошилова.  
После окончания ускоренного курса академии 24 апреля 1944 года вновь убыл на Ленинградский фронт, где 26 июля принял командование 178-й стрелковой Кулагинской Краснознаменной дивизией 21-й армии. Ее части, находясь во втором эшелоне армии, занимались строительством тылового оборонительного рубежа после Выборгской операции. В августе она была передислоцирована в городе Выборг, где заняла оборону на западной окраине. С сентября дивизия входила в 59-ю, а с 30 ноября — 23-ю армии Ленинградского фронта. В январе 1945 года она была передислоцирована в район Антреа, где в течение четырех месяцев занималась боевой подготовкой. В мае дивизия была переведена в район города Митава и вошла в подчинение 51-й армии. В связи с капитуляцией курляндской группировки противника она совершила марш в район Либавы и затем выполняла задачу по приему капитулировавших частей противника.  

#### Послевоенное время
После войны полковник  Лебединский продолжал командовать 178-й стрелковой Кулагинской Краснознаменной дивизией в Горьковском ВО, а с ее расформированием с марта 1946 года состоял в распоряжении Военного совета округа и ГУК НКО. 
10 июня 1946 года полковник  Лебединский уволен в запас по болезни.

## Награды
СССР
- орден Ленина (21.02.1945)[4]
- два ордена Красного Знамени (05.06.1942[5], 03.11.1944[4])
- орден Отечественной войны I степени (30.06.1945)[6]
- медали, в том числе:
  - «XX лет Рабоче-Крестьянской Красной Армии» (1938)[6]
  - «За оборону Ленинграда» (01.06.1943)[7]
  - «За победу над Германией в Великой Отечественной войне 1941—1945 гг.» (17.01.1946)[8]

Российская империя
- Георгиевский крест 1-й степени
- Георгиевский крест 2-й степени
- Георгиевский крест 3-й степени
- Георгиевский крест 4-й степени
- Георгиевская медаль 1-й степени
- Георгиевская медаль 2-й степени
- Георгиевская медаль 3-й степени
- Георгиевская медаль 4-й степени